# Kenda
Kenda fou un estat tributari protegit al districte de Bilaspur, a les Províncies Centrals tocant a l'estat de Lapha. La superfície era de 772 km² i tenia 79 pobles amb una població el 1881 de 12.252 habitants. El sobirà era un kunwar.